# Piklbol
Piklbol je igra s reketom gdje dva (pojedinačno) ili četiri (u paru) igrača udaraju lopticu reketima preko mreže sve dok jedna strana ne može vratiti loptu ili ne napravi grešku. Piklbol se igra u zatvorenom ili na otvorenom. Piklbol je izmišljen 1965. kao igra za djecu u dvorištu u Sjedinjenim Državama, na Bainbridge Islandu u saveznoj državi Washington. U 2022. piklbol je proglašen službenim državnim sportom Washingtona.
Iako sliči tenisu i stolnom tenisu, piklbol ima svoja jedinstvena pravila, reket i dimenzije terena. Teren je dug 13,41 m i širok 6,01 m, a reket je veći nego onaj u stolnom tenisu. Čvrsta plastična loptica koja se koristi u piklbolu ima manji odskok nego teniske loptice. Na obje strane mreže postoji područje od 2,1 m koje se zove zona bez voleja (ili "kujna"), gdje loptica mora prvo odskočiti prije nego se udari. Pravila propisuju način bodovanja, gdje samo onaj koji servira može osvojiti bod. Ograničen odskok, zona bez voleja i servisi koji se izvode zamahom ispod ruke čine igru dinamičnom.

## Vanjske poveznice
- Međunarodna federacija pickleballa
- Svjetska pickleball federacija
- SAD Pickleball
- Video o pravilima i povijesti pickleballa
- Pilbol Hrvatska  Arhivirana inačica izvorne stranice od 12. listopada 2023. (Wayback Machine)